# ANF Ct CEN 46-49, 51

Une locomotive au dépôt de Saint-Martin-Boulogne.

L'ANF Ct ou 030T est un modèle de locomotive à vapeur construit par les Ateliers de construction du Nord de la France (ANF) de Blanc-Misseron pour les Chemins de fer économiques du Nord (CEN).

## Histoire
Les quatre premières machines sont livrées en 1899 (46-49), la cinquième (51) en 1900,. Le locomotives 46 à 49 et 51 sont affectées à la ligne de Boulogne à Bonningues.

## Caractéristiques
- Type : C (030) tender bicabine ;
- Nombre : 5 ;
- Numéros constructeur : 226 à 229 (La Métallurgique 1263 à 1274) et 261 (La Métallurgique 1253) ;
- Numéros : 46 à 49 et 51 ;
- Écartement : métrique (1 000 mm).